# Gmina Hedensted (1970–2006)
Gmina Hedensted (duń. Hedensted Kommune) – w latach 1970–2006 (włącznie) jedna z gmin w Danii w okręgu Vejle Amt. 
Siedzibą władz gminy było miasto Hedensted. 
Gmina Hedensted została utworzona 1 kwietnia 1970 na mocy reformy podziału administracyjnego Danii. Po kolejnej reformie 1 stycznia 2007 r. weszła w skład nowej gminy Hedensted.

## Dane liczbowe
- Liczba ludności: (♀ 8533 + ♂ 8344) = 16 877
  - wiek 0-6: 10,5%
  - wiek 7-16: 15,6%
  - wiek 17-66: 62,9%
  - wiek 67+: 11,0%
- zagęszczenie ludności: 123,2 osób/km²
- bezrobocie: 3,7% osób w wieku 17-66 lat
- cudzoziemcy z UE, Skandynawii i USA: 73 na 10 000 osób
- cudzoziemcy z krajów Trzeciego Świata: 139 na 10 000 osób
- liczba szkół podstawowych: 7 (liczba klas: 117)